# Konstanty Symonolewicz
Konstanty Symonolewicz h. Bełty (ur. 23 października 1884 w Mizynówce, zm. 5 lutego 1952 w Połczynie) – orientalista, sinolog, rosyjski i polski urzędnik konsularny, dyplomata i publicysta.

## Życiorys
Urodził się 23 października 1884 w Mizynówce (Ukraina), w rodzinie Józefa i Łucji z Brodowiczów. Absolwent Wydziału Języków Wschodnich Uniwersytetu w Petersburgu (1908). Pracownik rosyjskiej służby zagranicznej, w której pełnił m.in. funkcję urzędnika poselstwa w Pekinie (1912), wykładowcy w Instytucie Chińsko-Rosyjskim „tamże”, urzędnika konsulatu w Qiqiharze (1913–1920). Następnie przeszedł do polskiej służby zagranicznej, w której powierzano następujące funkcje, m.in. w Harbinie (1920–1930) – sekretarza konsulatu, wicekonsula, konsula, zastępcy delegata RP na Chiny z siedzibą w Harbinie, kier. delegacji RP w Harbinie, de facto kier. konsulatu w Harbinie (1928–1930), kier. konsulatu generalnego w Mińsku (1930–1932), radcy w poselstwie w Moskwie (1933). Następnie zajął się publicystyką (Kurier Poranny, Bellona, Przegląd Współczesny, Przegląd Powszechny, Droga, Sybirak, Wiedza i Życie); wykładał w Instytucie Studiów Handlowych i Orientalistycznych w Warszawie. Był uczestnikiem powstania warszawskiego (1944).
Po II wojnie światowej pełnił funkcję chargé d’affaires Polski Ludowej w Nankinie (1948–1949).
Pochowany na cmentarzu komunalnym w Połczynie-Zdroju (sektor XXVIII-34-5795).

## Ordery i odznaczenia
- Srebrny Krzyż Zasługi (5 lutego 1929)[5]
- Medal Dziesięciolecia Odzyskanej Niepodległości